# Movimiento de Rectificación de Yan'an
El Movimiento de Rectificación de Yan'an (chino simplificado: 延安整风运动; chino tradicional: 延安整風運動; pinyin: Yán'ān Zhěngfēng Yùndòng) fue el primer movimiento ideológico de masas iniciado por el Partido Comunista de China (PCCh), de 1942 a 1945. El movimiento tuvo lugar en Yan'an, que fue la base del PCCh después de la "Larga Marcha". A pesar de que el movimiento ocurrió durante la segunda guerra sino-japonesa, el PCCh estaba experimentando un período relativamente pacífico en el que podían concentrarse en los asuntos internos.
El movimiento formalizó la desviación de Mao Zedong de la ideología de Moscú y enfatizó la importancia de su idea de la "adaptación del comunismo a las condiciones de China". Además, el movimiento convenció u obligó a los otros líderes del PCCh a apoyar a Mao. El movimiento consolidó el liderazgo supremo de Mao Zedong dentro del PCCh, con la adopción de una constitución partidaria que respaldaba el marxismo-leninismo y el pensamiento de Mao Zedong como ideologías orientadoras.
Un gran número de personas, especialmente intelectuales, fueron perseguidos. Más de 10,000 fueron asesinados en el proceso de "rectificación", ya que el Partido hizo esfuerzos para atacar a los intelectuales y reemplazar la cultura del "Movimiento del Cuatro de Mayo" con la cultura comunista. El movimiento de rectificación es considerado por muchos como el origen del culto a la personalidad de Mao Zedong.
Después de la fundación de la República Popular China en 1949, Mao utilizó repetidamente algunas de las tácticas que habían tenido éxito en Yan'an cada vez que sintió la necesidad de monopolizar el poder político. Un ejemplo más destacado es el "Movimiento antiderechista" que Mao lanzó en 1957.